# Diocèse de Jesi
Le diocèse de Jesi (en latin : Dioecesis Aesina ; en italien : diocesi di Jesi) est un diocèse de l'Église catholique en Italie, suffragant de l'archidiocèse d'Ancône-Osimo et appartenant à la région ecclésiastique des Marches.

## Territoire
Le diocèse est situé dans une partie de la province d'Ancône, l'autre fraction de cette province étant partagée par les archidiocèses de Camerino-San Severino Marche et d'Ancône-Osimo, les diocèses de Senigallia et Fabriano-Matelica et la prélature de Lorette. Il possède un territoire d'une superficie de 315 km2 divisé en 41 paroisses regroupées en 4 archidiaconés. L'évêché est à Jesi où se trouve la cathédrale Saint Septime qui conserve les reliques du saint éponyme.

## Histoire
La tradition attribue la fondation de l'église de Jesi à saint Septime, consacré évêque par le pape Marcel Ier et envoyé pour prêcher l'Évangile dans cette ville, où il subit le martyre le 5 septembre 307. Le premier évêque historiquement connu est Honeste, qui participe au concile de Rome organisé par le pape Agathon pour condamner le monothélisme ; cependant, la présence chrétienne sur le territoire est antérieure à cette période car attestée par des découvertes archéologiques datant des VIe et VIIe siècles.
Il y a peu de documents concernant le diocèse du premier millénaire chrétien, ainsi que les noms des évêques locaux. Si l'on exclut quelques évêques attribués à tort au siège de Jesi, on ne connaît qu'une douzaine de noms d'évêques jusqu'au début du XIIIe siècle, principalement grâce à leur participation aux conciles célébrés à Rome par les pontifes. Parmi ceux-ci, l'évêque Jean, en 826, dont l'épiscopat date de la naissance du chapitre de la cathédrale. La présence chrétienne sur le territoire est attestée par des preuves artistiques et archéologiques et par la présence d'abbayes bénédictines.
La cathédrale actuelle est construite à l'époque des Hohenstaufen. Elle est consacrée en 1208 par les évêques d'Ancône, d'Osimo, de Numana et de Fano, en présence de Dago, évêque de Jesi. Le bâtiment est achevé par Giorgio da Como en 1238. Au XIIIe siècle, la lutte entre Guelfes et Gibelins perturbe gravement la vie du diocèse ; vers 1246, le chapitre de la cathédrale est divisé et élit deux évêques, tous deux exclus par le pontife ; le siège reste vacant jusqu'à la nomination de Crescenzio Tebaldi en 1252. En 1259, le pape Alexandre IV frappe d'interdit la ville de Jesi qui est également temporairement privée du siège épiscopal.
Au XIVe siècle, le diocèse se réorganise en paroisses, remplace l'ancienne organisation basée sur la présence de nombreuses abbayes et églises paroissiales. L'évêque Gabriele del Monte (1554-1597) est l'acteur principal des décrets de réforme du concile de Trente dans le diocèses. En 1563, il fonde le séminaire, parmi les premiers en Italie. il fait 23 visites pastorales et célèbre 12 synodes.
Au XVIIIe siècle, pendant l'épiscopat d'Antonio Fonseca (1724-1763), la cathédrale est reconstruite dans un style néoclassique sur un projet de l'architecte romain Filippo Barigioni; le nouvel édifice est consacré en 1741. L'évêque lui-même visite le diocèse à 10 reprises et organise deux synodes et veut un hôpital pour la ville en 1743.
Le diocèse de Jesi est immédiatement soumis au Saint-Siège jusqu'au 15 août 1972, date à laquelle le siège archiépiscopal d'Ancône est érigé en siège métropolitain et Jesi devient son suffragant.

## Culture
En 1966, Mgr Pardini organise le premier noyau du musée diocésain, situé dans l'église de San Nicolò. Ce musée est transféré au Palazzo Ripanti Nuovo, autrefois situé sur le site du séminaire, et inauguré le 13 novembre 1966. Agrandi et rénové, le musée est rouvert en septembre 1983. Il contient les témoignages de l'art sacré des églises du diocèse du XIVe  au  XIXe siècle, ainsi que des objets liturgiques, des reliquaires et ex-voto ; le musée comprend également une section d'œuvres d'art contemporaine.
Les archives diocésaines sont hébergées par le Palazzo Ripanti Vecchio depuis 2013, dont la première organisation remonte à l'évêque Gabriele del Monte dans la seconde moitié du XVIe siècle. Les archives se composent de deux grandes sections : les archives anciennes, avec des documents qui vont jusqu’à la fin du XVIIIe siècle, et les archives modernes, jusqu’en 1910.
En janvier 1995, la bibliothèque diocésaine Pier Matteo Petrucci est fondée à Palazzo Ripanti Vecchio, reconnue comme institution d'intérêt public local. La bibliothèque, en plus de quelques œuvres précieuses du XVIe siècle, comprend plus de 30000 volumes, principalement des ouvrages théologiques, historiques, ascétiques-hagiographiques, avec des textes significatifs relatifs à l'histoire de l'art, à la philosophie, à la littérature et à la sociologie.

## Sources
- http://www.catholic-hierarchy.org